# Baumia
Baumia é um género botânico pertencente à família Scrophulariaceae.
O género foi descrito por Engl. & Gilg e publicado em Kunene-Sambesi-Exped. [Warburg] 365. 1903.
Trata-se de um género monoespecífico, a única espécie é Baumia angolensis Engl. & Gilg.